# Silver Creek Township (Illinois)
Die Silver Creek Township ist eine von 18 Townships im Stephenson County im Nordwesten des US-amerikanischen Bundesstaates Illinois.

## Geografie
Die Silver Creek Township liegt im Nordwesten von Illinois, rund 30 km südlich der Grenze zu Wisconsin. Der Mississippi, der die Grenze zu Iowa bildet, befindet sich rund 70 km westlich.
Die Silver Creek Township liegt auf 42°14′48″ nördlicher Breite und 89°34′01″ westlicher Länge und erstreckt sich über eine Fläche von 91,42 km². Die Nordgrenze der Township wird überwiegend vom  aus Wisconsin kommenden Pecatonica River gebildet, einem Nebenfluss des Rock River.
Die Silver Creek Township liegt im südöstlichen Vorortbereich von Freeport, dem Zentrum der Region. Sie grenzt innerhalb des Stephenson County im Westen an die Florence Township, im Nordwesten an die Stadt Freeport, im Norden an die Lancaster Township und im Osten an die Ridott Township. Im Süden grenzt die Silver Creek Township an das Ogle County.

## Verkehr
Durch den Nordosten Township verläuft der U.S. Highway 20, der die nördliche Umgehungsstraße um Freeport bildet und von dort zum weiter östlich gelegene Rockford führt. Im Zentrum der Township mündet die östliche Ausfallstraße aus Freeport in den Highway 20. Alle weiteren Straßen sind untergeordnete und zum Teil unbefestigte Fahrwege.
Parallel zum Highway 20 verläuft eine Eisenbahnlinie der Canadian National Railway, die von Chicago nach Westen führt.
Der nächstgelegene Flugplatz ist der innerhalb der Silver Creek Township südöstlich von Freeport gelegene Albertus Airport.

## Bevölkerung
Bei der Volkszählung im Jahr 2010 hatte die Township 696 Einwohner. Die Bevölkerung lebt größtenteils im Vorortbereich der Stadt Freeport, ohne rechtlich der Stadt zugehörig zu sein. Daneben existiert noch Streubesiedlung über das gesamte Gebiet der Township.